# Форхбах
Форхбах (нем. Forchbach) — река в Германии, протекает по земле Бавария, речной индекс 247712. Форхбах является правым притоком реки Майн в Карлштейне. Общая длина реки 2,64 км, с притоками 8,6 км. Реку Форхбах главным образом питают правый приток Bachquellengraben (4,5 км) и левый Хауптграбен (5 км). Река берёт своё начало в городе Альценау.